# دسته ژاندارم‌ها
دسته ژاندارم‌ها (به فرانسوی: Le gendarme en balade) فیلمی محصول سال ۱۹۷۰ و به کارگردانی ژان ژیرو است. در این فیلم بازیگرانی همچون لوئی دوفونس، میشل گالابرو، کلود ژانساک، ژان لوفور، گی گروسو، میشل مودو، پل پربوآ و سارا فرانکتی ایفای نقش کرده‌اند.